# Daniel Henriksson
Daniel Karl Johan Henriksson, född 4 september 1978 i Övertorneå, Sverige, svensk före detta professionell ishockeymålvakt som spelat i bl.a. Luleå HF, Färjestads BK, HK Sibir Novosibirsk och Linköpings HC. "Hento", som han också kallas, har spelat SM-final två gånger i rad med Färjestad och vunnit en gång. Han har också vunnit VM-guld för herrar 2006 med Sveriges landslag. Han avslutade sin aktiva karriär 2009, och var 2010-2014 Luleå Hockeys målvaktstränare. Han var även målvaktstränare för Sveriges juniorlandslag under juniorvärldsmästerskapet i ishockey 2012, då Sverige tog guld.
Daniel Henriksson spelade samtliga matcher utan byten, inklusive slutspel, under säsongen 2002/2003. Tillsammans med Mats Abrahamsson och Tommy Söderström, är Henriksson en av få målvakter som under en Elitserie-säsong spelat samtliga matcher utan något byte.
Han är kusin med ishockeyspelarna Linus Omark, Jörgen Omark och Urban Omark.

## Klubbar
- Luleå HF
- Bodens IK
- Färjestads BK
- HK Sibir Novosibirsk
- EC Salzburg
- Linköpings HC

## Meriter
- VM-silver 2004
- VM-guld 2006
- SM-silver 2005 med Färjestads BK
- SM-guld 2006 med Färjestads BK
- AL-Bank liga-guld 2008 med Salzburg